# Ispirazione (film 1949)
Ispirazione è un cortometraggio di animazione cecoslovacco del 1949, diretto da Karel Zeman. 

## Trama
Un soffiatore di vetro, insoddisfatto dagli schizzi che sta facendo e che continua a cestinare, guarda attraverso la finestra su cui scorre la pioggia per farsi ispirare dalla fantasmagoria di immagini acquatiche e cristalline che gli sovvengono.
Si immagina dapprima, stagliatasi da un fondale marino tropicale, una pattinatrice su ghiaccio nelle sue evoluzioni, poi un pattinatore dall’aspetto a metà fra un pupazzo di neve e Pulcinella, ed il suo rapportarsi alla donna, infine un cocchio trainato da tre vitrei cavalli.
L’artigiano si ritrae dalla finestra, ed inizia a forgiare le sue figure di vetro.